# Lilian Stevenson
Lilian Stevenson (1870-1960) est une militante pacifiste chrétienne d’origine irlandaise, qui a fait partie des fondateurs de l’International Fellowship of Reconciliation (Mouvement international de la Réconciliation), et en a été l'historiographe.

## Biographie
Lilian Stevenson est née à Dublin (Irlande) le 16 novembre 1870 dans une famille fortunée. Chrétienne convaincue, elle devient l'un des leaders du Mouvement étudiant chrétien en Grande-Bretagne (en).
Son action dans le mouvement pacifiste chrétien, qu'elle sert souvent de sa plume habile, est déterminée et déterminante : 
- En 1914, elle participe à la conférence de Cambridge qui lance le groupe pacifiste chrétien en Grande-Bretagne[2]. Peu après, en 1915, ce groupe forme le Fellowship of Reconciliation ou Mouvement de la Réconciliation.
- Elle participe aux Rencontres de Bilthoven de 1919, 1920 et 1921. De la rencontre de 1919 qui réunit une cinquantaine de personnes, on retient sa formule : « nous nous rencontrés comme des étrangers, nous sommes repartis unis en une fraternité » (« We met as strangers: we parted a Fellowship. »). À la suite de ces conférences est créé le MTCI (Movement Towards a Christian International) qui prend en 1923 le nom d'IFOR (International Fellowship of Reconciliation) - en français : Mouvement international de la réconciliation. Par ailleurs, Pierre Ceresole, qui participe à ces rencontres et y décide en 1920 de fonder le Service civil international, était tombé amoureux de Lilian Stevenson mais celle-ci ne répondit pas à sa demande en mariage[3].
- En 1920, un groupe de pacifistes chrétiens se réunit dans la maison de Lilian Stevenson à Cooldara dans le centre de l'Irlande pour une conférence et une réunion de prière pour l'Irlande. Ce groupe lança un appel aux églises afin qu'elles prennent l'initiative d'appeler à une conférence pour traiter de l'indépendance irlandaise[4].
- Lilian Stevenson assume brièvement la secrétariat général du MTCI (Movement Towards a Christian International) en 1922.
- Ses écrits permettent de retracer l'histoire du mouvement pacifiste chrétien au XXe siècle.

Elle décède en 1960 et reste connue comme « la grande dame du pacifisme chrétien ».

## Œuvres
Outre sa composition des paroles d'un cantique, Lilian Stevenson écrivit plusieurs ouvrages engagés, souvent cités : 
- une biographie de Mathilda Wrede (Mathilda Wrede of Finland: Friend of prisoners Publisher), éditeur George Allen & Unwin Ltd, Londres, 1905
- L'amour victorieux de tout: Réflexions sur la guerre avec des notes sur ce qu'il faut lire et qui contribue à l'intercession (Amor Vincit Omnia: Thoughts on the War Together With Notes on What to Read and Helps to Intercession) (1914)
- Une bibliothèque enfantine : suggestion de lectures pour les enfants (A Child's Bookshelf: Suggestions on Children's Reading), 154 pages,Éditions du Mouvement étudiant chrétien (Christian Student Movement), Londres, 1918, ISBN (reprint): 9781164235125
- Vers une Internationale chrétienne: l'histoire de la Fraternité internationale pour la réconciliation (Towards a Christian International: The Story of the International Fellowship of Reconciliation) 1re édition 1929, 2e édition 1936, 3e édition 1941, éditeur : IFOR, Londres
- Max Josef Metzger. Prêtre et martyr 1887-1944 avec un choix de ses lettres et poèmes de prison (Max Josef Metzger. Priest and Martyr 1887-1944 With a Selection From His Letters and Poems Written in Prison), éditeur : SPCK, Londres 1952

## Citations
- « L'héroïsme discret de la paix reste encore trop souvent méconnu des enfants » (« The unnoticed heroism of peace is too often unknown to the children. »)[7]

## Sources
- Gijsbert Gerrit Jacob den Boggende, The Fellowship of Reconciliation 1914-1945, A Thesis Submitted to the School of Graduate Studies in Partial Fulfillment of the Requirements for the Degree Doctor of Philosophy, McMaster University, Hamilton, Ontario, 1986
- Dave D’Albert, A Lexicon of Spiritual Leaders In the IFOR Peace Movement, Part 1, Version 3, 2010